# Antonio García Miranda
Antonio García Miranda (Teverga, 1910-Nueva York, 1946) fue un médico oftalmólogo asturiano.

## Biografía
Estudió Medicina en la Universidad de Madrid, licenciándose en 1932. Tras lo cual, pasó a formar parte del Hospital de Valdecilla, en Santander, especializándose con el Dr.Emilio Díaz-Caneja y Candanedo. De 1934 a 1936 realizó una estancia en Alemania, aprendiendo del Dr.Schiek, en Wurzburg, y del Dr.Lohlein, en Berlín. Cuando estalló la Guerra Civil, ingresó en el ejército nacional, siendo disparado en el frente de Teruel. Allí fue tratado por su maestro, el Dr.Díaz-Caneja. Tras la contienda, en 1941, fue nombrado catedrático de oftalmología de la Universidad de Granada. Más tarde, se trasladó a Salamanca. En 1944 obtuvo por oposición una titularidad como profesor del Instituto Oftalmológico Nacional. En 1946 logró una beca del Ministerio de Exteriores para constituir un departamento de óptica física en el Instituto Daza Valdés de Nueva York. Sin embargo, al tercer día de su llegada, falleció en el NY Medical Centre, de una aplasia medular medicamentosa. Tiene calle dedicada en San Martín de Teverga, y un busto de dedicado a su memoria.

## Obras
- “Cambios de la refracción en el curso de la terapéutica sulfamídica”, en Revista Clínica Española (RCE), 4 (1942), pág. 50;
- “Importancia de la lámpara de hendidura en el estudio de los estados carenciales”, en Archivos de la Sociedad Oftalmológica Hispano-Americana, 1 (1942), pág. 269;
- “Manifestaciones oculares carenciales”, en RCE, 7 (1942), pág. 353;
- “Neuritis óptica retrobulbar”, en RCE, 10 (1943), pág. 231;
- “El tratamiento médico del tracoma”, en RCE, 12 (1944), pág. 428;
- “Tumores cerebrales y hemianopsia binasal”, en Revista Española de Cirugía, 1 (1945), págs. 113-123